# Haematopota guangxiensis
Haematopota guangxiensis är en tvåvingeart som beskrevs av Xu Rongman 2002. Haematopota guangxiensis ingår i släktet Haematopota och familjen bromsar. Inga underarter finns listade i Catalogue of Life.